# Varzi
Varzi (Vörs in dialetto varzese) è un comune italiano di 3 056 abitanti della provincia di Pavia in Lombardia. Fa parte del circuito dei borghi più belli d'Italia.
Si trova nell'Oltrepò Pavese, in una conca al centro della valle Staffora, alla destra del torrente omonimo, sulla Strada statale 461 del Passo del Penice.

## Geografia fisica
Il comune di Varzi sorge in una conca della Valle Staffora, nel sud della provincia, nel cosiddetto Oltrepò pavese (l'unica area lombarda, insieme all'Oltrepò mantovano, che si estende a sud del fiume Po).
È percorso dal torrente Staffora, che dà il nome alla vallata che attraversa.
Dista circa 55 km da Pavia, capoluogo provinciale, Voghera è a circa 29 km a nord-ovest e Piacenza, in Emilia, a circa 65 km a nord-est.
Confina a sud-ovest con il Piemonte, più precisamente con la provincia di Alessandria.

## Storia

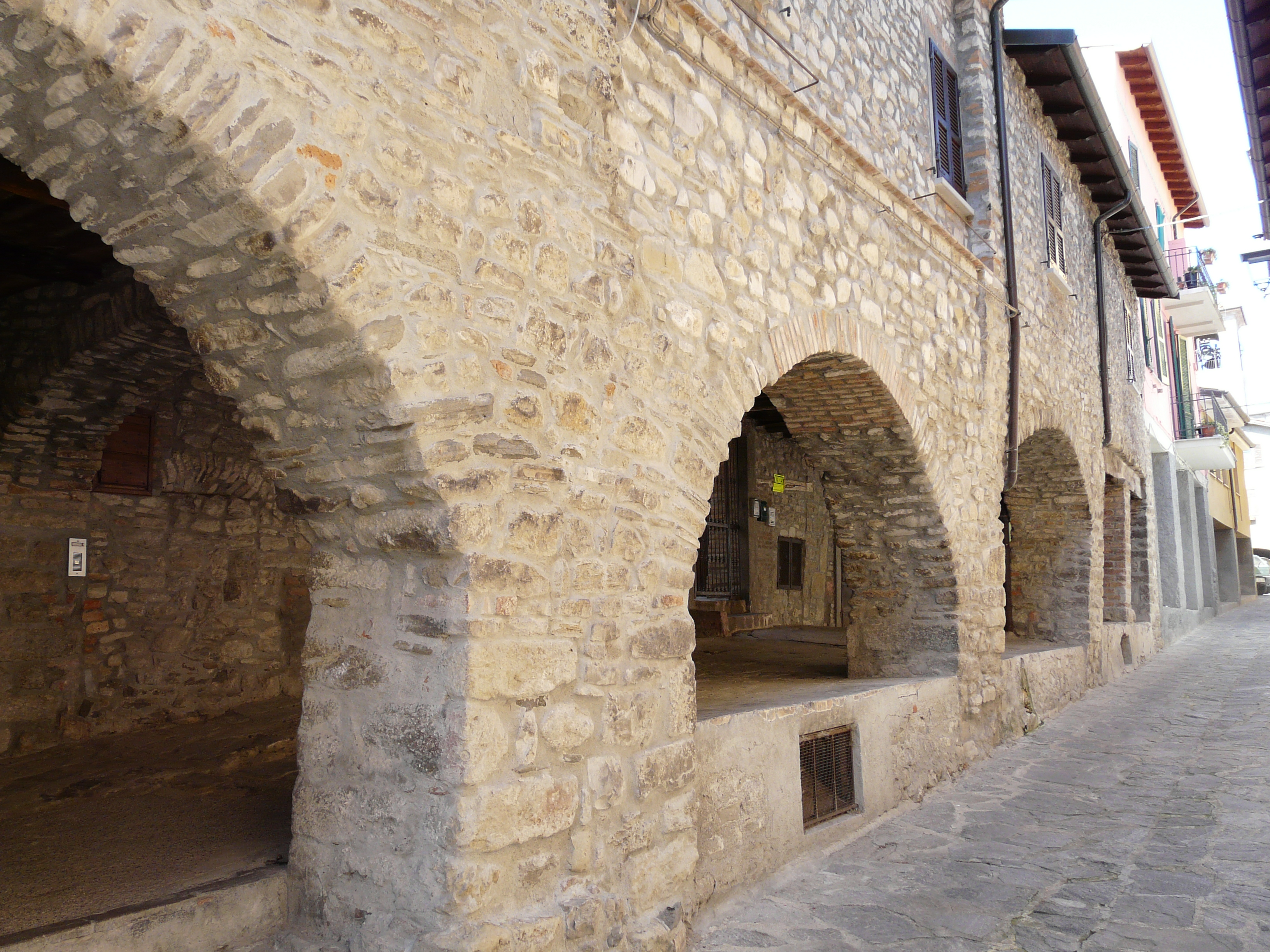
Portici di Via di Porta Nuova

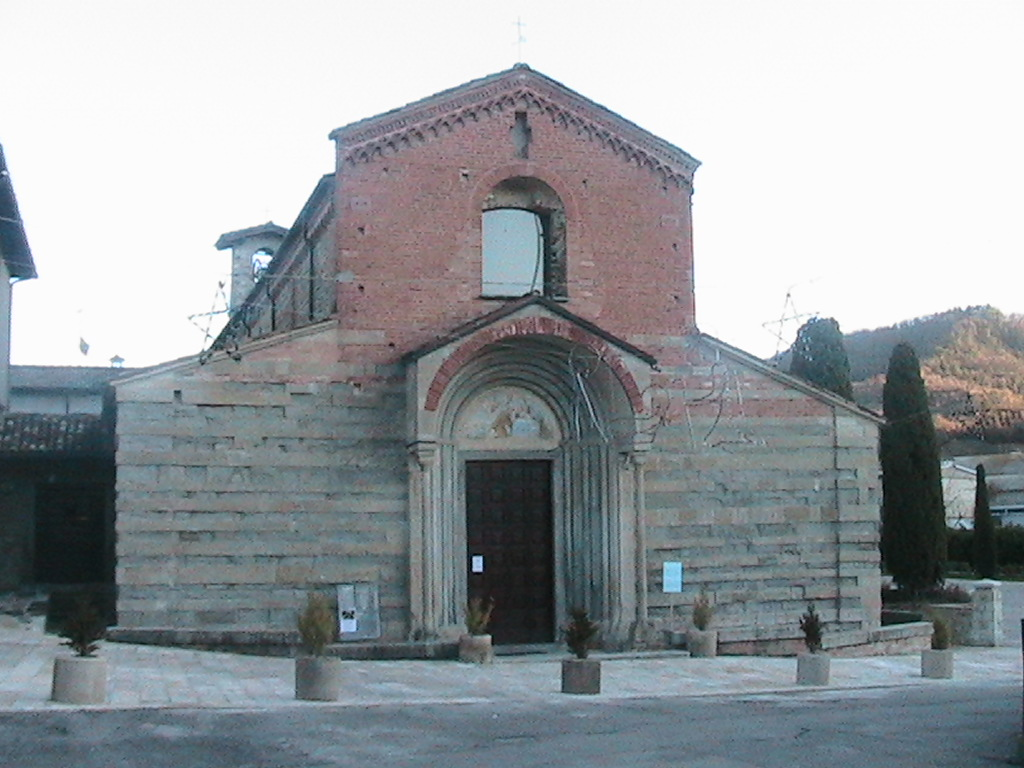
Chiesa dei Cappuccini

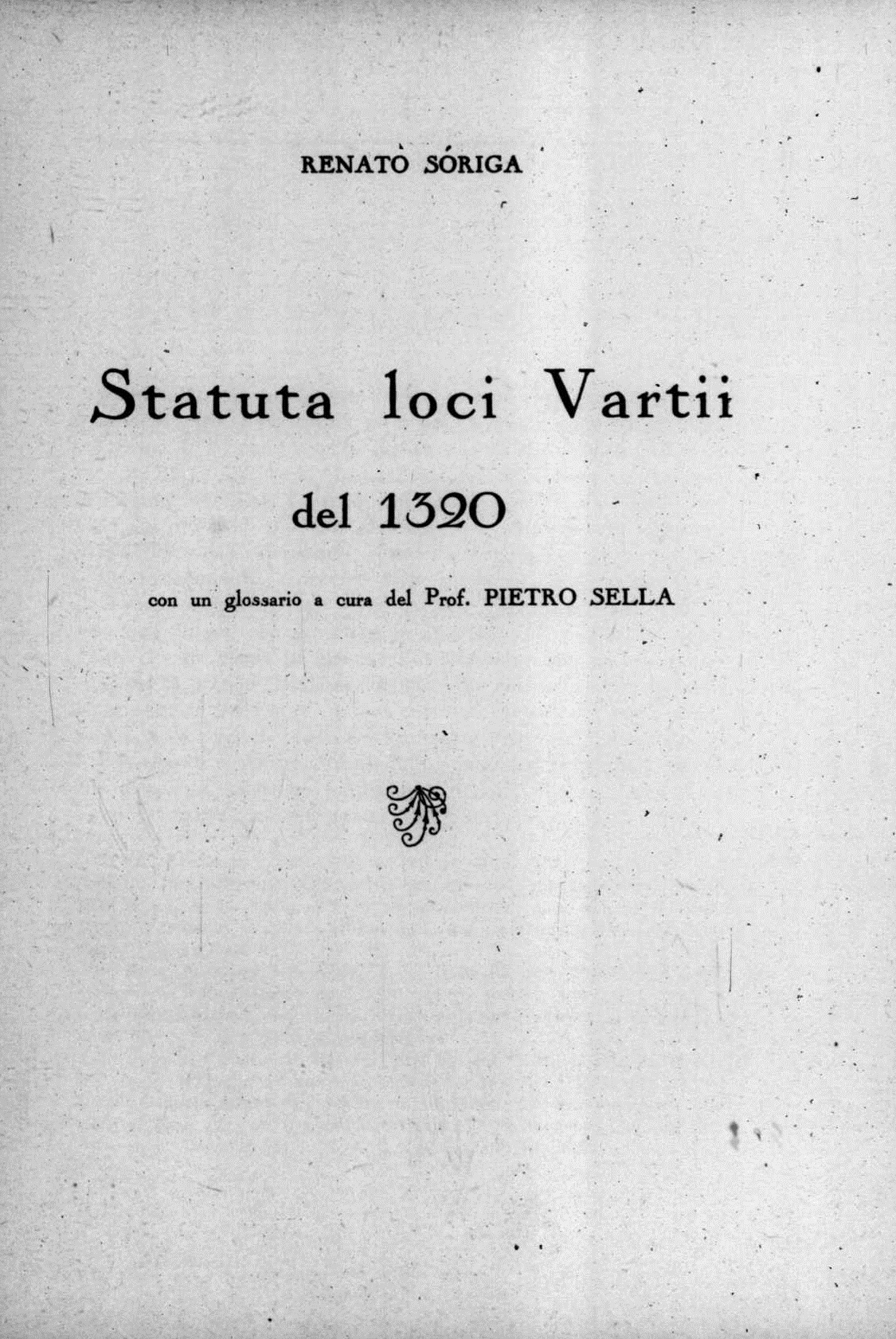
Gli statuti medioevali del Comune di Varzi del 1320, pubblicati nel 1932 da Renato Sòriga

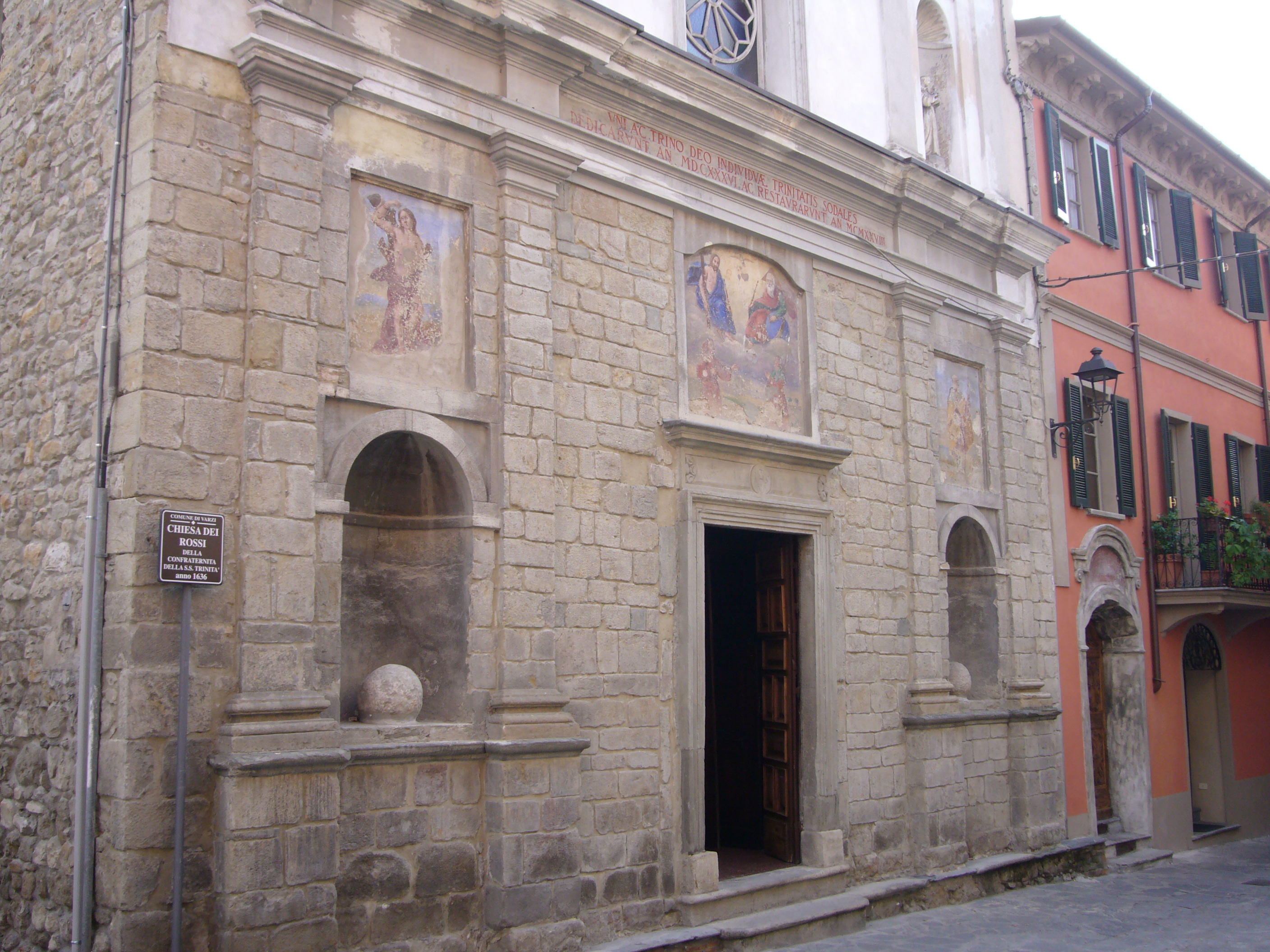
La chiesa dei Rossi

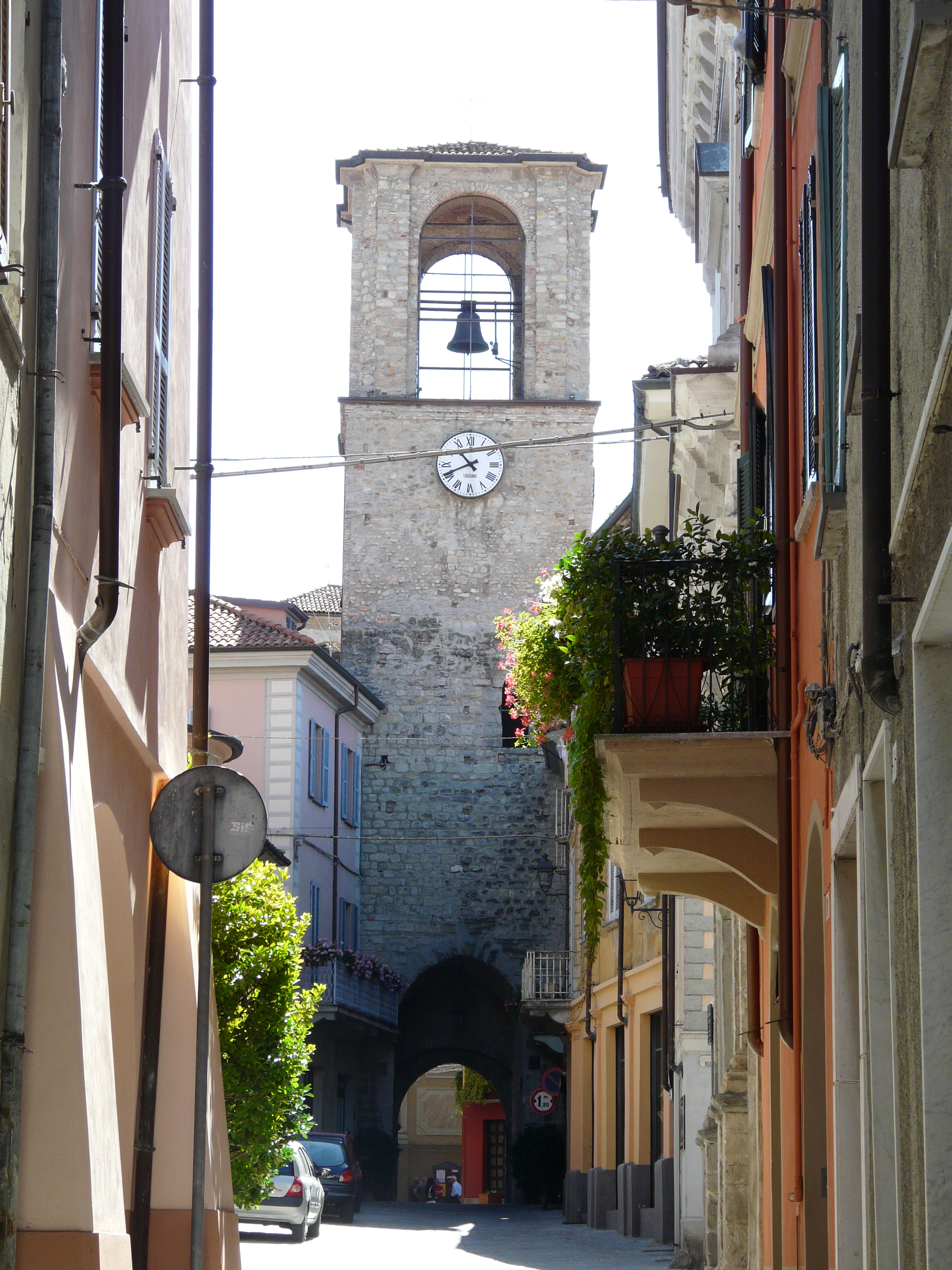
La torre di Porta Sottana

Di probabile origine ligure (il nome contiene la radice var che -cfr. i fiumi Var e Vara - dovrebbe significare fiume), Varzi è noto dal 993, quando era possesso dell'abbazia di San Colombano di Bobbio; in quell'epoca non era che una dipendenza della curtis di Ranzi, attualmente una piccola località nel territorio comunale. Presso Varzi sorgeva l'antica pieve di San Germano, della diocesi di Tortona, da cui dipendevano molti paesi della valle. Come il resto della vallata, cadde sotto il potere dei Malaspina, che ne ebbero regolare investitura nel 1164. Il diploma imperiale non cita ancora Varzi, ma i castelli circostanti. Probabilmente il paese cominciava a svilupparsi grazie ai traffici dei mercanti che, percorrendo la via del sale, dalla pianura risalivano la valle per raggiungere la costa ligure attraverso i passi del Pénice, Brallo e Giovà.
La fortuna di Varzi iniziò nel XIII secolo: le successive divisioni ereditarie tra i Malaspina determinarono nel 1221 la separazione tra i Malaspina dello Spino Secco (in Val Trebbia) e dello Spino Fiorito (in Valle Staffora); questi ultimi si divisero nel 1275 tra altre tre linee; il marchese Azzolino, capostipite della linea di Varzi, vi prese dimora, vi fece costruire il castello e fortificò il borgo, facendone il capoluogo di una vasta signoria. Essa comprendeva, oltre che gran parte del comune di Varzi attuale (tranne le frazioni Cella, Nivione e Sagliano che appartenevano al marchesato di Godiasco), il comune di Menconico e parte di quelli di Santa Margherita di Staffora e di Fabbrica Curone. Nel 1320 i Malaspina diedero a Varzi gli Statuti, compilati dal giurisperito cremonese Alberto dal Pozzo.
I Malaspina, seguendo il diritto longobardo che prevedeva la divisione ereditaria tra tutti i discendenti maschi, si suddivisero in molteplici linee, ognuna delle quali aveva poteri sempre più limitati: o su frazioni del territorio (Menconico, Santa Margherita di Staffora, Fabbrica Curone, Pietragavina, Monteforte ecc.) o su quote del capoluogo, che finì per essere amministrato in condominio da una pluralità di marchesi Malaspina, non di rado rissosi e turbolenti. Ne derivò inevitabilmente la rovina del marchesato: non solo dovette riconoscere la supremazia del Duca di Milano, che prese a disporne a proprio piacimento malgrado i diplomi imperiali, ma finì per cadere sotto il dominio di altre casate, dapprima Filippo Maria Visconti infeuda il conte Peterlino Dal Verme il 26 giugno 1430 di un terzo del feudo di Varzi con anche il terziere di Menconico dopo che si era estinta la locale linea dei Malaspina. Alla sua morte il controllo ritornò alla camera ducale, per essere poi nuovamente riassegnato nel 1466 dal duca Galeazzo Maria Sforza assegnò la porzione del feudo di Varzi e di Menconico a suo zio Bosio I Sforza, conte di Santa Fiora assieme alla signoria di Castell'Arquato. Gli Sforza di Santa Fiora, fatta la loro prima comparsa in valle Staffora nel 1466, a poco a poco acquistarono la maggior parte delle quote feudali finendo per essere riconosciuti unici feudatari di Varzi. Ai Malaspina rimaneva solo il titolo di Marchesi, la proprietà del castello e una serie di redditi dispersi e sempre più esigui.
La progressiva rovina dei Malaspina comunque non diminuì la prosperità di Varzi, che rimase il centro dei commerci della valle e uno dei maggiori centri dell'Oltrepò. Il marchesato di Varzi era una delle principali giurisdizioni dell'Oltrepò, cioè uno dei grandi feudi dotati di larga autonomia giudiziaria e fiscale (vedi Oltrepò Pavese (storia) ). Nel XVIII secolo, passato ai Savoia nel 1743, fu sede di uno dei tre cantoni giudiziari in cui era divisa la provincia dell'Oltrepò. Il regime feudale ebbe termine nel 1797. In quest'epoca il territorio comunale era molto più piccolo di oggi. All'inizio del secolo successivo furono uniti i soppressi comuni di Bosmenso e Monteforte, che avevano costituito una signoria, nell'ambito della giurisdizione di Varzi, rimasta sempre ai Malaspina.
Unito con il Bobbiese al Regno di Sardegna nel 1743, in base al Trattato di Worms, entrò a far parte poi della Provincia di Bobbio. Nel 1801 il territorio è annesso alla Francia napoleonica fino al 1814. Nel 1859 entrò a far parte nel Circondario di Bobbio della nuova provincia di Pavia e quindi della Lombardia.
Nel 1872 fu unito a Varzi il comune di Pietra Gavina. Nel 1923 venne smembrato il Circondario di Bobbio e suddiviso fra più province. Nel 1929 vi furono uniti i comuni di Sagliano Crenna, Cella di Bobbio (in parte, il resto del territorio aggregato a Santa Margherita di Staffora) e Bagnaria (che riacquistò l'autonomia nel 1946).
Dopo l'8 settembre del 1943, come in tutto l'Oltrepò Pavese, si formarono le prime bande partigiane e Varzi divenne, sul finire del settembre del 1944, il centro di una zona libera (le cosiddette 'repubbliche partigiane'), comprendente 17 comuni circostanti. Rimase territorio libero fino al 29 novembre 1944. In riconoscimento della partecipazione alla Guerra di Liberazione, nel 2018 il Comune di Varzi venne decorato con la Medaglia d'oro al valor militare. Al referendum istituzionale del 1946, il 58% degli elettori varzesi scelse la Repubblica e il 41,9% la monarchia.

### Simboli
Lo stemma e il gonfalone sono stati concessi con DPR del 23 maggio 2024.
Stemma
Gonfalone

## Monumenti e luoghi d'interesse

### Architetture religiose

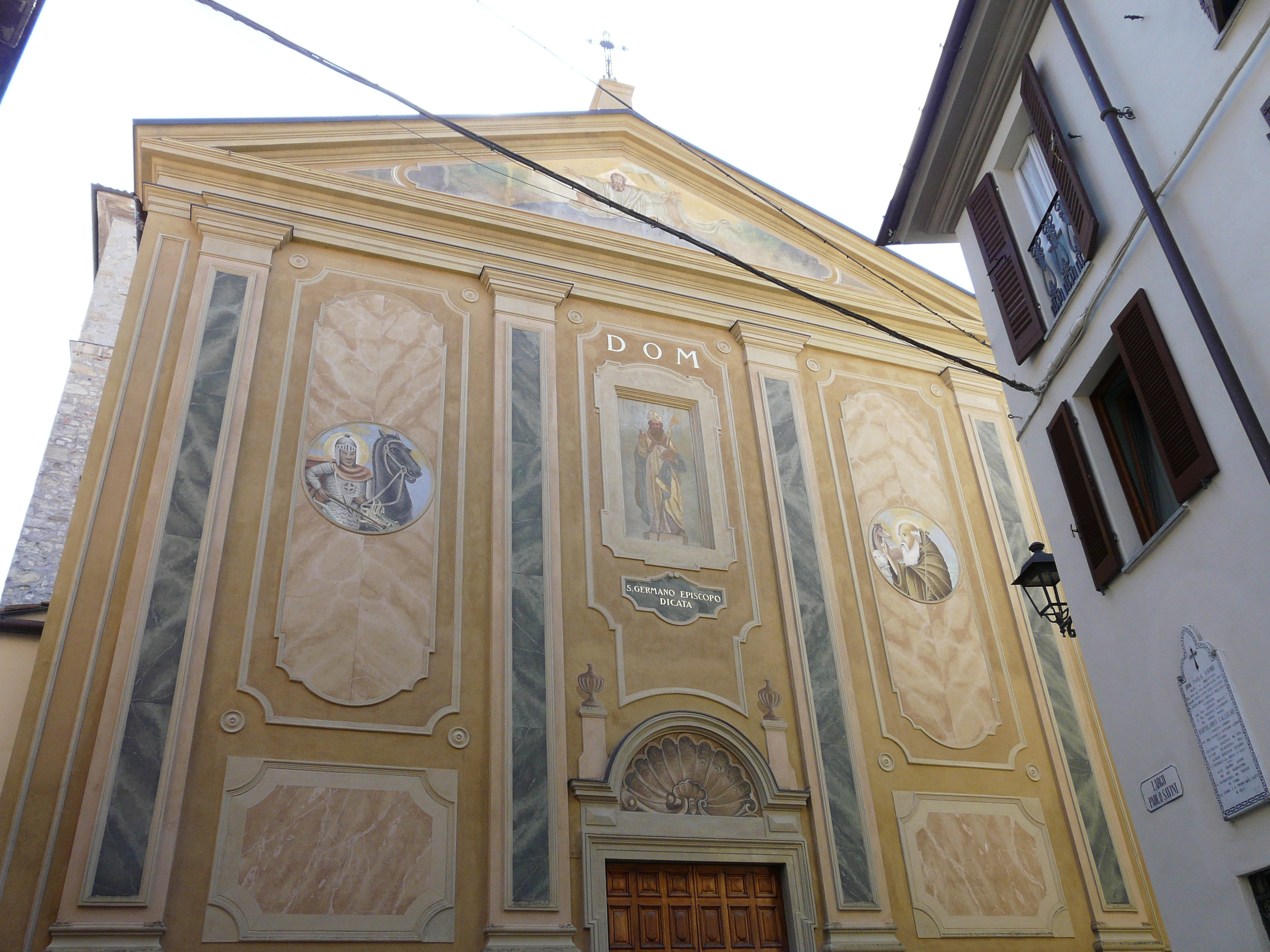
La chiesa di San Germano

- Chiesa parrocchiale di San Colombano di Monteforte, l'attuale edificio sorse nel 1616 sui resti di un antico edificio fondato dai monaci colombaniani di Bobbio, dipende dal vicariato di Bobbio, Alta Val Trebbia, Val d'Aveto e Oltre Penice della diocesi di Piacenza-Bobbio.[14]
- Tempio della fraternità a Cella di Varzi, a 700 m di altitudine.
- Chiesa dei Cappuccini.
- Chiesa dei Rossi.
- Chiesa dei Bianchi.
- Chiesa parrocchiale di San Germano.
- Chiostro adiacente alla Chiesa dei Rossi che fu ospizio per i pellegrini (ora "Al Chiostro B & B Varzi").

### Architetture medioevali
- Ruderi della torre d'avvistamento di Monteforte
- Castello Malaspina
- Torre delle Streghe
- Torre di Porta Soprana
- Torre di Porta Sottana
- Vicolo dietro le Mura
- Portici (Via del Mercato, Via della Maiolica, Via Roma, Via di Porta Nuova)

### Parchi e sentieri
- Parco Carlo Botti
- Vie del sale

### Architetture semimoderne

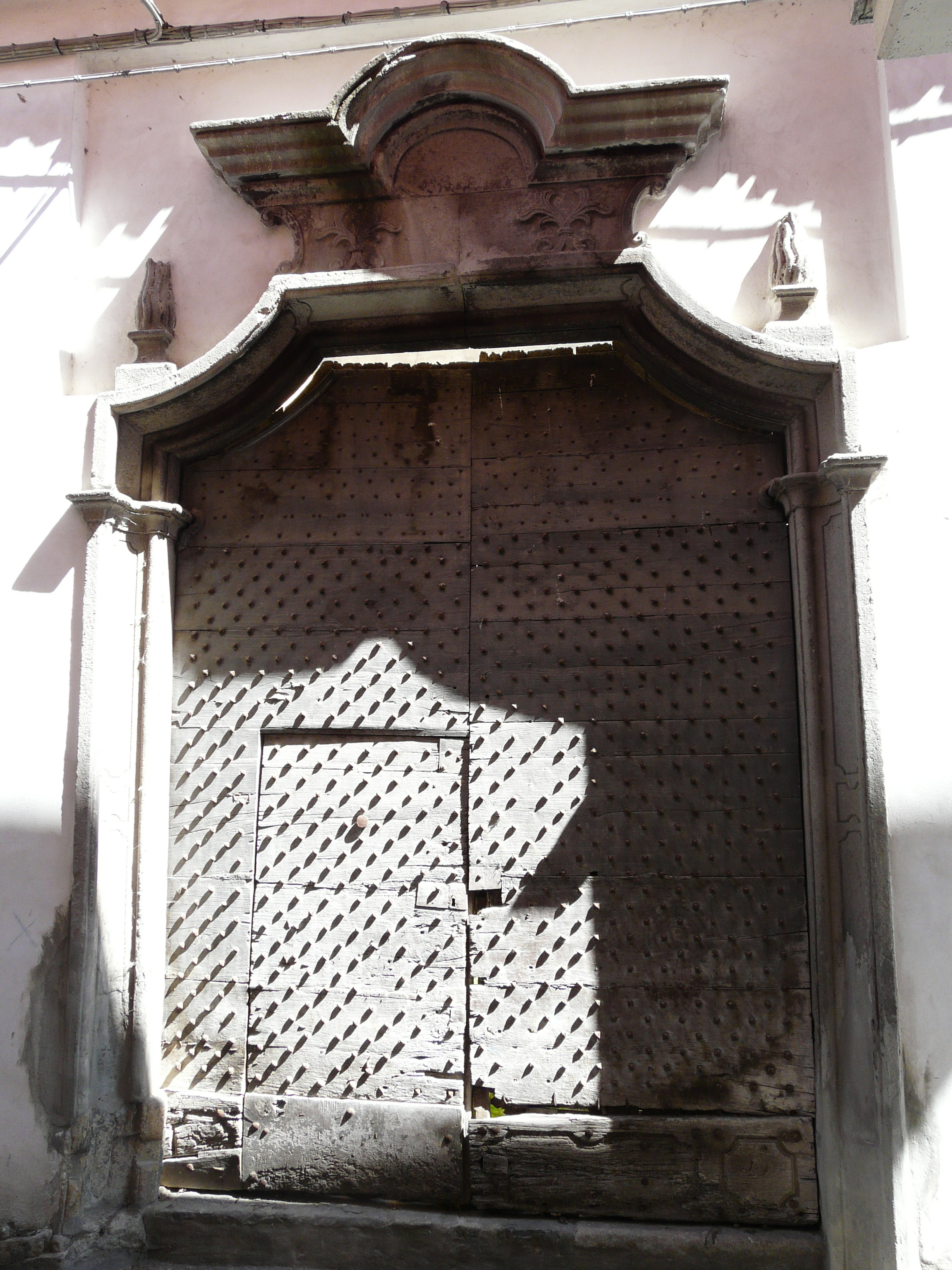
Particolare di un portone di accesso a un giardino

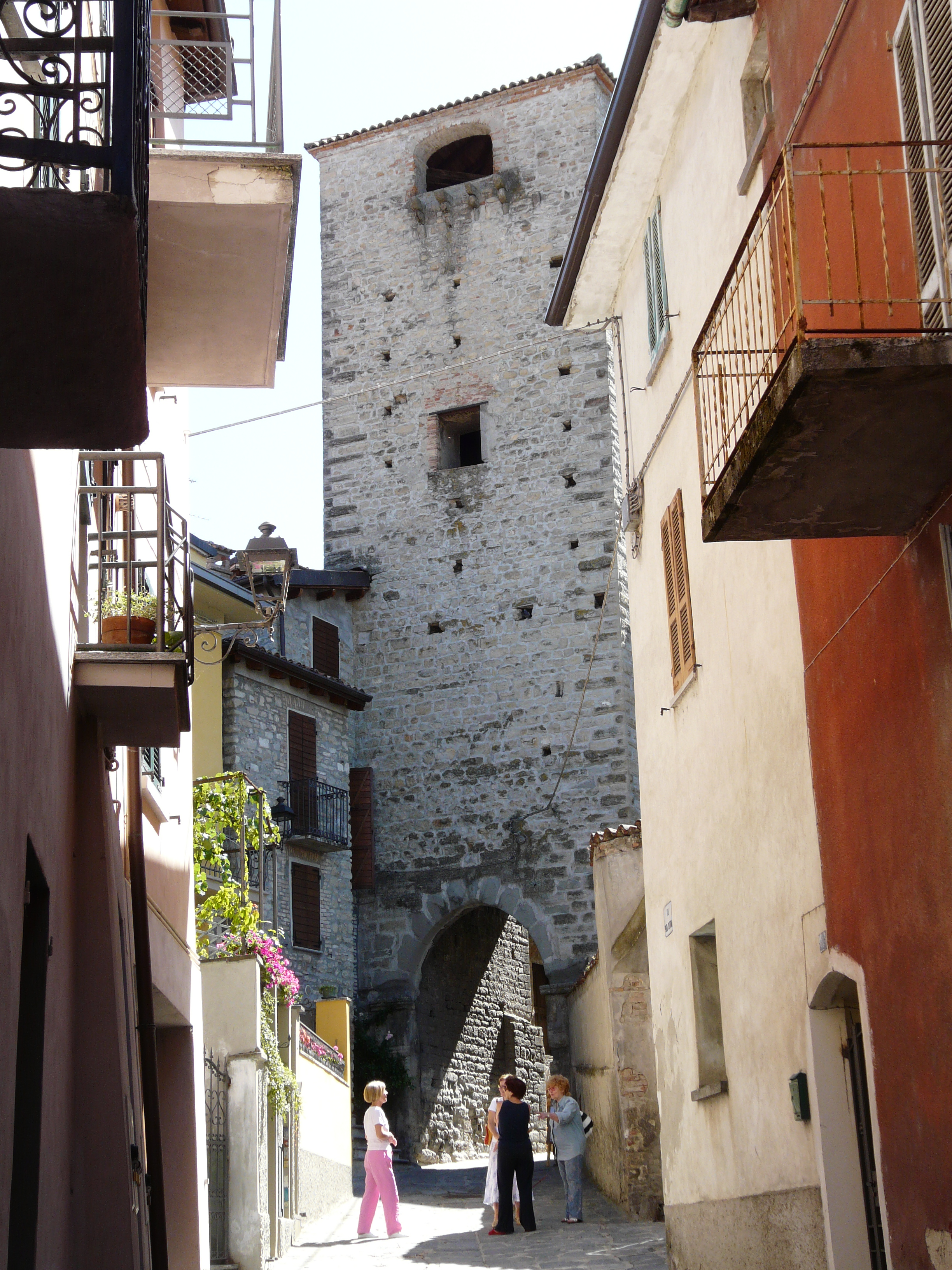
La torre di Porta Sottana

- Casa Mangini

## Società

### Evoluzione demografica
Abitanti censiti

## Cultura
Questo paese fa parte del territorio culturalmente omogeneo delle Quattro Province (Alessandria, Genova, Pavia, Piacenza), caratterizzato da usi e costumi comuni e da un importante repertorio di musiche e balli molto antichi. Strumento principe di questa zona è il piffero appenninico, il quale, accompagnato dalla fisarmonica e, un tempo, dalla müsa (cornamusa appenninica), guida le danze e anima le feste.

## Amministrazione

### Comunità montane

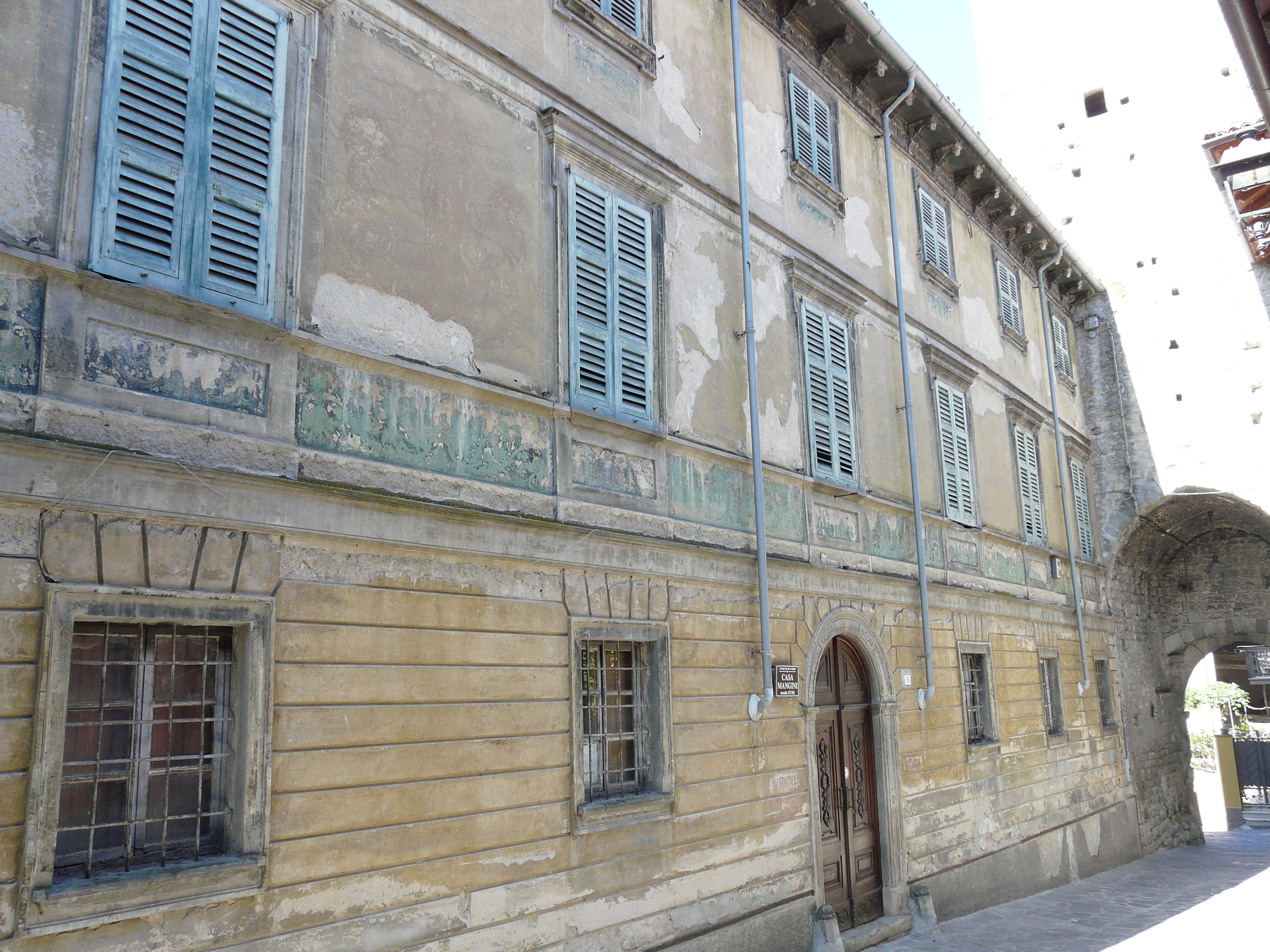
Casa Mangini

Fa parte della fascia montana della Comunità Montana Oltrepò Pavese.

## Infrastrutture e trasporti
La Stazione di Varzi era il capolinea meridionale della ferrovia Voghera-Varzi, attiva fra il 1931 e il 1966.
È attraversato dalla Strada statale 461 del Passo del Penice, che collega Voghera a Bobbio, nel piacentino.

## Sport
Il 3 giugno 1977 la 13ª tappa del Giro d'Italia 1977 si è conclusa a Varzi con la vittoria di Giancarlo Tartoni.
La principale squadra di calcio della città è stata l'A.S. Varzi 1960, nata nel 1960 e mai spintasi oltre le divisioni dilettantistiche. I colori sociali sono erano il granata e il bianco, il campo interno era lo stadio comunale intitolato a Carlo Chiappano; nel 2022 si è fuso con il Broni per dare origine all'Oltrepò Foot Ball Club, che continua l'attività nel calcio dilettantistico e gioca nel comune limitrofo.